# Rivista italiana difesa
La Rivista italiana difesa (o RID) è un periodico mensile che tratta argomenti di tecnica, storia e strategia militare.

## Storia
La rivista nacque nell'ottobre 1982 ed era originariamente diretta da Giovanni Lazzari, in seguito sostituito da Andrea Nativi. Dal settembre 2012, la direzione venne assegnata a Pietro Batacchi.

## I contenuti
Gli articoli comprendono, come sulla rivale rivista Panorama difesa, argomenti militari "di cielo, di terra e di mare".
Particolare attenzione è dedicata alle tematiche italiane, con un resoconto mensile delle attività parlamentari inerenti al settore difesa, frequenti interviste agli alti gradi delle Forze Armate italiane e reportages su programmi militari dell'industria nazionale.
I numeri sono arricchiti regolarmente di un inserto di 32 pagine, battezzato X-tra', che affronta in modo dettagliato gli argomenti presentati nel numero.
Il settore storico è stata per lungo tempo focalizzato soprattutto sulla seconda guerra mondiale, trattata con lunghi articoli.
Gli articoli spaziano dai reportages su saloni, mostre o fiere, alle analisi sulle operazioni internazionali (spesso frutto di viaggi nei teatri di operazione), dalle visite alle basi militari alle analisi tecniche dei diversi sistemi d'arma (siano essi velivoli, navi, veicoli terrestri, missili o apparati elettronici).
La redazione è composta da Pietro Batacchi, di cui è direttore, Eugenio Po ed Enrico Po.

## Rubriche
- Lettere: La redazione risponde ai lettori;
- Notiziario: notizie brevi sul mondo della difesa;
- Focus: i commenti dei fatti politici e geostrategici più salienti del mese;
- Obiettivo Italia: Germano Dottori racconta gli eventi parlamentari che coinvolgono il mondo militare